# Mildiou du pois
Le mildiou du pois est une forme de mildiou. C'est une maladie cryptogamique due à un straménopile de la classe des oomycètes, Peronospora viciae (Berk.) Caspary f. sp. pisi Sydow, qui affecte spécifiquement les cultures de pois (Pisum sativum).